# Вихкозеро
Вихкозеро — пресноводное озеро на территории Оштинского сельского поселения Вытегорского района Вологодской области.

## Физико-географическая характеристика
Площадь озера — 3,5 км². Располагается на высоте 33,0 метров над уровнем моря.
Форма озера округлая. Берега полностью заболоченные.
С восточной стороны Вихкозера вытекает безымянная протока, впадающая в озеро Великое. Из Великого вытекают два протоки: одна впадает в реку Вытегру, в вторая — в озеро Котечное, из которого вытекает протока, также впадающая в реку Вытегру, впадающую, в свою очередь, в Онежское озеро.
С северо-западной стороны Вихкозеро соединено с озером Саминским.
Населённые пункты и автодороги вблизи водоёма отсутствуют.
Код объекта в государственном водном реестре — 01040100511102000019976.